# Markus Gustafsson
Markus Gustafsson, född 6 mars 1989, är en svensk fotbollsspelare. Han är mittfältare och kan spela både centralt och på en kant.

## Karriär
Markus Gustafssons moderklubb är Västra Mark. Gustafsson spelade mellan 2007 och 2011 för Örgryte IS, men efter att ÖIS gått i konkurs skrev han på ett kontrakt med Gais i mars 2011. När sedan GAIS visade att även de var på ruinens brant valde han att inte förlänga sitt kontrakt. Han skrev den 21 februari 2013 på ett tvåårskontrakt med danska Viborg FF. Sejouren i Viborg blev emellertid inte så lång, och i slutet av 2013 skrev Gustafsson på ett tvåårskontrakt med Ljungskile SK.
Inför säsongen 2016 skrev Gustafsson på för IF Brommapojkarna. De två följande säsongerna förlängde han sitt kontrakt med ett år i taget. I april 2019 skrev Gustafsson på ett nytt tvåårskontrakt med Brommapojkarna. Efter säsongen 2019 lämnade han klubben.